# 黃氏姬石蛾
黃氏姬石蛾（学名：Hydroptila heangi）为姬石蛾科姬石蛾屬下的一个种。